# Vrouwencafé (kroeg)
Een vrouwencafé is een horecagelegenheid waar enkel vrouwen toegelaten zijn. De eerste vrouwencafés werden geopend in de jaren 70 als ontmoetingsplekken binnen de feministische beweging en waren meestal niet commercieel van aard. Niet zelden ontstonden de cafés als uitbreiding van een vrouwenboekhandel, zoals bij café De Heksenketel in combinatie met boekhandel De Heksenkelder in 1975 in de Nederlandse stad Utrecht of café en boekhandel Dikke Trui in 1979 in Groningen.
Een vrouwencafé kan ook onderdeel zijn van de homohoreca. Een voorbeeld van zo'n bar is Bar Buka in de Nederlandse stad Amsterdam.
Bekende vrouwencafés uit de jaren 70 zijn Café Saarein, Café Harmonia en Vivelavie in Amsterdam, De Feeks in Nijmegen, De Heksenketel in Utrecht en Dikke Trui in Groningen. In Amsterdam opende ook achtereenvolgens een discotheek exclusief voor vrouwen: Ditis, bij het Leidseplein, en Dansfloor op de Haarlemmerstraat en later in het Kattengat.